# Peta sila
Pêta síla je v fiziki domnevna sila, ki naj bi obstajala poleg znanih štirih osnovnih sil. Jakost pete sile naj bi bila v grobem enaka jakosti gravitacijske sile, torej precej šibkejša kot elektromagnetna sila ali močna jedrska sila, delovala pa naj bi v območju od manj kot milimetra do kozmičnih razsežnosti.
Zamisel pete sile je težko preveriti, saj je gravitacija tako šibka sila. Gravitacijska sila med dvema telesoma postane pomembna, ko ima vsaj eno od teles veliko maso. Zato morajo biti merilni postopki pri merjenju gravitacijskih sil med majhnimi telesi v primerjavi z Zemljo zelo natančni. Kljub temu so v poznih 1980-tih raziskovalci poročali o peti sili, ki bi delovala v različnih merilnih območjih, na primer v območju približno 100 metrov. Ponovno so analizirali Eötvöseve rezultate z začetka 20. stoletja. Z drugimi preskusi sicer tega niso mogli ponoviti.

## Iskanje pete sile
Obstajajo vsaj trije načini ugotavljanja obstoja pete sile, ki so odvisni od obravnavane sile in obsega delovanja. Ena pot vodi prek močnega načela ekvivalentnosti, ki je eden najmočnejših preskusov Einsteinove teorije gravitacije, splošne teorije relativnosti. Nekatere druge teorije gravitacie, kot je Brans-Dickeova teorija, imajo peto silo, morda z neomejenim obsegom delovanja. To je zato, ker imajo v njih gravitacijske sile prostostne stopnje drugačne od »metrike«, ki narekuje ukrivljenost prostora, različne prostostne stopnje pa dajo različne pojave. Skalarno polje na primer ne pojasni odklona svetlobnih žarkov v gravitacijskem polju. Peto silo bi bilo moč zaznati med gibanjem teles v Osončju, na primer prek Nordtvedtovega pojava. Če pojav obstaja, bi gravitacija kršila močno načelo ekvivalentnosti, ki zagotavlja, da opazovalec ne razločuje med vztrajnostno in gravitacijsko maso. Možna poskusa, ki bi lahko ugotovila kršitev načela, sta LLR, merjenje razdalje med Zemljo in Luno s pomočjo laserja, in interferometrija z zelo dolgimi osnovami (VLBI).
Druga vrsta pete sile, ki izhaja iz Kaluza-Kleinove teorije, kjer ima Vesolje dodatne razsežnosti, ali iz supergravitacije in teorije strun, je Jukavova sila, ki jo prenaša svetlobno skalarno polje (skalarno polje z veliko Comptonovo valovno dolžino), ki določa obseg delovanja). To vrsto sile so v zadnjem času posebej raziskovali, saj je teorija supersimetrije velikih dodatnih razsežnosti - razsežnosti z velikostjo malo manjšo od milimetra, vzpodbudila eksperimentalne napore za preskušanje gravitacije v teh majhnih razmerah. To zahteva zelo občutljive poskuse, ki iščejo razlike od zakona obratnega kvadrata gravitacije prek več območij razdalj. Dejansko iščejo znake povečanj Jukavove interakcije pri določeni dolžini.
Avstralski raziskovalci so pri poskusu meritve gravitacijske konstante globoko v rudniškem jašku našli odstopanja izmerjene vrednosti od napovedane. Izmerjena vrednost je bila premajhna za 2%. Zaključili so, da bi se dalo rezulate pojasniti z odbojno peto silo z obsegom delovanja od nekaj centimetrov do kilometra. Podobne preskuse so izvedli s podmornico (USS Dolphin (AGSS-555)), potopljeno v veliki globini. Nadaljnja preskusna merjenja gravitacijske konstante v globoki vrtini na grenlandski ledeni plošči o odkrila neskladja nekaj procentov, niso pa mogli izključiti geološki vir za opazovani signal.
Pri nekaterih preskusih so uporabili jezero in 320 m visoki stolp. Obsežni pregled nakazuje, da ni trdnega dokaza za obstoj pete sile, čeprav ga znanstveniki še naprej iščejo.
Pri zgornjih preskusih so iskali peto silo, ki je kakor gravitacija, neodvisna od sestave teles, tako da na vsa telesa deluje sila sorazmerno z njihovimi masami. Sile, ki so odvisne od sestave telesa, se lahko zelo točno preskušajo s preskusi z torzijsko tehtnico, ki jih je izumil Eötvös. Takšne sile so lahko na primer odvisne od razmerja protonov do nevtronov v atomskih jedrih, ali od relativne količine različnih vezavnih energij v jedru (glej semiempirična masna enačba). Iskali so pri zelo majhnih obsegih, obsegih nekaj kilometrov in obsegih velikosti Zemlje, Sonca in temne snovi v središču galaksije.